# Bergantín Próspero

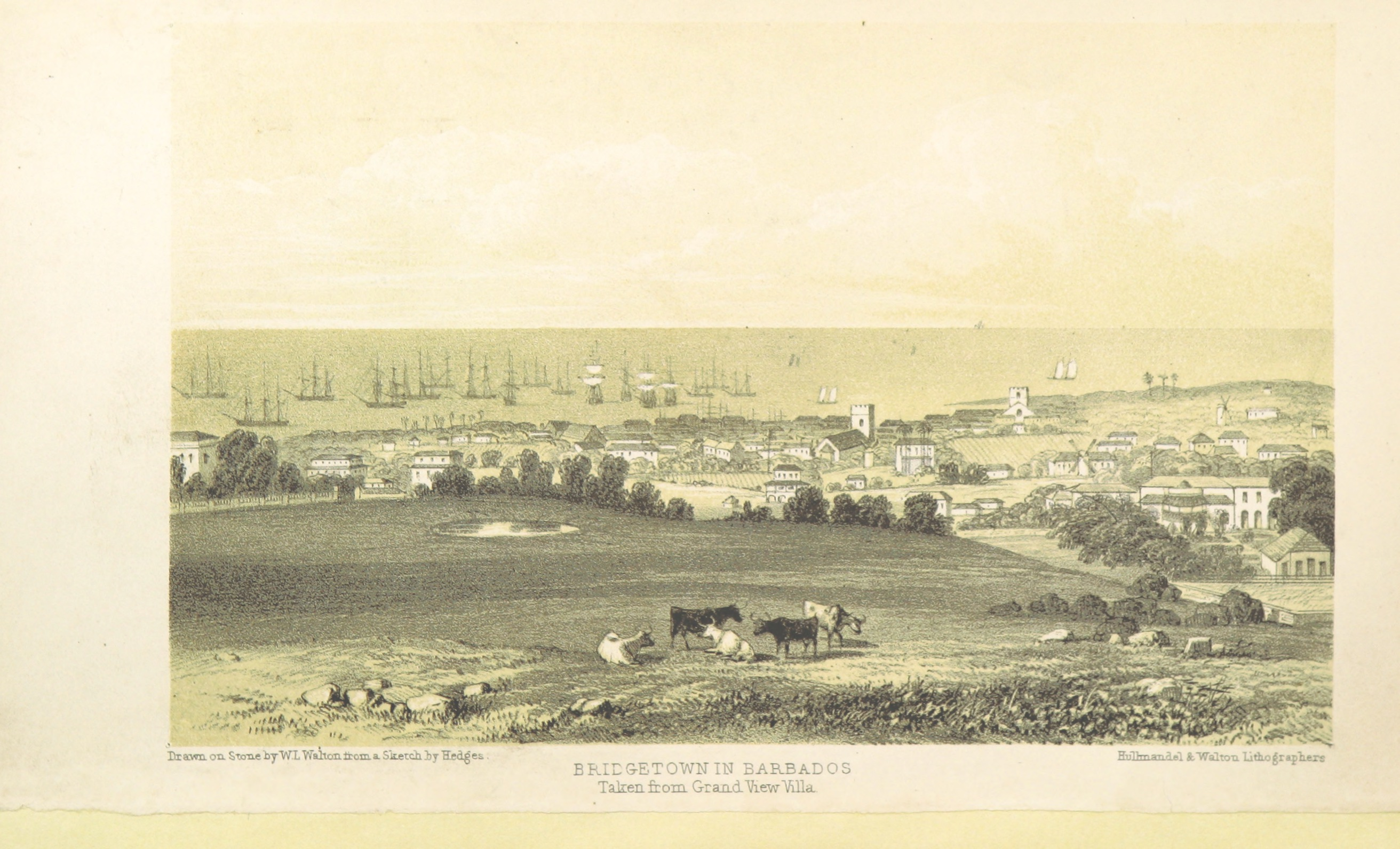
El Puerto de Bridgetown donde el bergantín Próspero estuvo su gran mayoría de vida útil al servicio de la Royal Navy.

El Bergantín Próspero fue un bergantín británico dedicado al transporte de productos entre las colonias de la Corona inglesa en el Caribe, estuvo bajo el servicio de la República Peruana en una ocasión para transportar material de construcción con destino al pueblo de San Pablo de Nuevo Napeanos.

## Uso británico
El Imperio británico construyó al bergantín Próspero para realizar viajes largos mayoritariamente de carga hacia sus colonias americanas especialmente el Caribe y la Guayana británica viajando por varios puerto importantes como Bridgetown, Kingstown, Puerto España, Castries, Basseterre, Georgetown, etc.

## Uso peruano
Durante su segundo gobierno Ramón Castilla había mandando a construir a Inglaterra a la Factoría Naval Amazónica, después de los trámites burocráticos en Londres, el bergantín junto a la fragata Arica, los vapores Morona y Pastaza, los exploradores Napo y Putumayo y la goleta Teresa salieron del astillero naval británico Samuda Hermanos y se dirigieron a la desembocadura del río Amazonas, mientras tanto Castilla aprovechaba el Convención Fluvial de 1858 firmado con Brasil para que el Perú pueda tener libre acceso al río amazonas; El presidente contrato los servicios del bergantín Próspero para que llevará material de construcción, desde este momento el bergantín comienza a navegar con bandera peruana hasta su destino programado pero con la misma tripulación inglesa.

### Viaje en el Amazonas
El bergantín comenzó su odisea por el río amazonas pasando por ciudades brasileñas como Manaos y Belém do Pará, siempre resguardado por los buques Pastaza y Arica por llevar contenido valioso para el estado peruano, el 26 de febrero de 1864 llega a San Pablo de Nuevo Napeanos y desembarca en el antiguo puerto de la marina.

### Regreso al Caribe
El bergantín se quedó algunos meses para después retirarse por el mismo río por donde vino con destino a Barbados donde volvió al servicio de la marina real británica.

## Homenajes
En honor al bergantín británico un jirón de la actual ciudad de Iquitos lleva su nombre como Jirón Próspero.